# Kurt Bauer (Ornithologe)
Kurt Max Bauer (* 18. November 1926 in Kalwang; † 1. Mai 2016 in Wien) war ein österreichischer Ornithologe.

## Leben und Wirken

### Kindheit und Jugend in der Steiermark
Kurt Max Bauer wurde am 18. November 1926 in der Gemeinde Kalwang im Liesingtal als ältestes von vier Kindern geboren. Als er vier Jahre alt war, zog er mit seiner Familie nach Eisenerz, wo sein Vater als Bergbauangestellter tätig war. Durch das liberale geistige Klima seiner Familie konnte er seine schon sehr früh auftretenden biologischen Neigungen ungestört pflegen. Vor allem die Sommerferien verbrachte Kurt Bauer wieder in Kalwang, wo er bei den Großeltern mütterlicherseits in der zu Kalwang gehörenden Teichen, inmitten des bedeutendsten steirischen Großwildreviers, in einem Berufsjägerhaushalt lebte. Durch seinen Großvater und Jägermeister in besagtem Großwildrevier wurde er stark gefördert und erwarb sich hier im Eigenstudium in mehreren aufeinanderfolgenden Phasen seine fundierte zoologische, vor allem ornithologische, und botanische
Formenkenntnis. Sein Großvater förderte sein Interesse an fernen Ländern und Tieren, indem er ihm geheimnisvolle Erinnerungsstücke von einer Jagdexpedition mit seinem Arbeitgeber Rudolf von Gutmann, dem damaligen Besitzer des Guts Kalwang, im Jahre 1909 aus dem Beringmeer mitbrachte. Während er bei den Eltern und Großeltern ungebunden und frei sein konnte, empfand er den Besuch der Mittelschule in Graz und vor allem den Internatsbetrieb als lästigen Zwang. Jedoch kam er in Graz auch erstmals mit wissenschaftlicher Literatur in Form von Besuchen in Bibliotheken, Buchhandlungen oder Antiquariaten in Kontakt, was den Grundstein für Kurt Bauers spätere exorbitante Bibliophilie bildete. Als damals Zwölfjähriger durfte er (gegen alle Bibliotheksvorschriften) Oskar Heinroths Die Vögel Mitteleuropas, die als Dauerleihgabe der Landesbibliothek im Joanneum standen, bandweise ins Heim mitnehmen.
Noch bevor er die Mittelschule beenden konnte, brach der Zweite Weltkrieg ins Land und er wurde im Jahre 1943 als Luftwaffenhelfer in Linz und Graz dienen. Des Weiteren erhielt er eine militärische Ausbildung in Dalmatien. Im Jahre 1945 kam Bauer bereits östlich des Rheins zu einem kurzen Einsatz, der aber mit einer schweren Verletzung seines rechten Beines endete. In weiterer Folge lag er sechs Monate lange in einem US-amerikanischen Feldlazarett bei Cherbourg in der Normandie im Beckengips. Durch das damals gerade zum Einsatz kommende Penicillin und die hervorragende ärztliche Versorgen durch die US-Militärärzte konnte sein zerschossenes Bein gerettet werden. Hier lernte Bauer auch Grundkenntnisse der Englischen Sprache, deren Aussprache Bauers noch Jahrzehnte später von Kollegen als unkopierbar und völlig verquer bezeichnet wurde. Nachdem er Anfang 1945 aus der Gefangenschaft entlassen worden war, kehrte er wieder in die Steiermark zurück, um in Graz die Mittelschule mit der Matura abzuschließen, was im Winter 1945/46 auch gelang.

### Studienzeit in Wien
Im Wintersemester 1946 begann Bauer ein Studium der Forstwissenschaft an der Hochschule für Bodenkultur Wien, da die wissenschaftliche Biologie in der ersten Nachkriegszeit eine brotlose Kunst zu sein schien. Sein Forststudium bereicherte Bauer im Sommer mit Einsätzen als Naturschutzorgan des Naturschutzbund Österreich am Neusiedler See, sowie bei der forstlichen Höhenstufenkartierung in Oberösterreich und der Steiermark. Sein Studium schloss er am 29. Mai 1953 mit der Graduierung zum Diplom-Ingenieur ab und knüpfte noch während seiner Studienzeit wegweisende Kontakte. Auf den Exkursionen des Naturschutzbunds lernte er unter anderem den Entomologen, Ökologen und Umweltschützer Wilhelm Kühnelt, seinen späteren Doktorvater, kennen, der ihn auch dazu ermutigte auf der Grundlage seines Erststudiums ein Zoologie-Studium zu beginnen. Ebenso wegweisend war die dortige Begegnung mit dem Ornithologen Moriz Sassi, der zum damaligen Zeitpunkt der Leiter der Vogelsammlung des Naturhistorischen Museums in Wien war. Dieser bot ihm einen unbezahlten Arbeitsplatz an seiner Sammlung an, den Bauer daraufhin auch annahm. Als bedeutendstes Ergebnis dieser Einarbeitung in eines der künftigen Arbeitsgebiete erschien bereits 1951 das Buch Die Vögel Österreichs, das von Bauer in Zusammenarbeit mit Gerth Rokitansky entstanden war.
Da er seine Tätigkeit am Naturhistorischen Museum, wie bereits erwähnt, unentgeltlich ausübte, und somit über sehr bescheidene finanzielle Mittel verfügte, er aber dennoch ein sehr großes Interesse an ausländischer Fachliteratur hatte, war er unter anderem gezwungen diverse Einschnitte in seinem Leben zu machen. So zum Beispiel als er die Nachricht erhielt, dass sein zweieinhalb Jahre zuvor bestelltes Buch Handbook of British Birds endlich eingetroffen sei und er ebendieses binnen 24 Stunden übernehmen und bezahlen müsse. In weiterer Folge verkaufte er in diesem Zeitraum an die 100 mühsam zusammengetragene botanische, entomologische und malakologischen Werke in Antiquariaten, um Handbook of British Birds bezahlen zu können. Noch vor seinem Abschluss an der Hochschule für Bodenkultur begann Kurt Bauer für das American Museum of Natural History in New York City Mäuse zu sammeln. Da er sich während dieser Zeit zunehmend mit Mausefallen und Präparationsbesteck beschäftigte, wurde die feldornithologische Tätigkeit nach hinten gereiht. Die sich als Tauschgeschäft mit dem American Museum of Natural History entwickelte Tätigkeit – Bauer lieferte Mäusebälge nach New York und erhielt als Gegenleistung Vogelbücher – hielt nicht allzu lange. Da die Kenntnis der österreichischen Kleinsäugerfauna noch in ihren frühen Anfängen war, erhielt Bauer als Gegenleisten für die zweite Lieferung Mäusebälge bereits Säugetierbücher. Zu einer dritten Lieferung kam es danach nicht mehr. Die hierfür vorgesehenen Bälge mit einer improvisierten englischen Etikettenbeschriftungen bildeten daraufhin den Grundstock für eine eigene Sammlung und führten zu einer Dissertation über die Kleinsäugerfauna des Neusiedlersee-Gebietes. Diese Dissertation mit dem Titel Die Säugetiere des Neusiedlersee-Gebietes wurde zu einem Klassiker und stellte heute den Grundstein für die moderne österreichische Säugetierforschung dar. Zum Zeitpunkt der Veröffentlichung hatte Bauer bereits 82 weitere ornithologische und mammalogische Beiträge publiziert.
Bereits seit 1. Juni 1953 war Bauer als Angestellter der Österreichischen Vogelwarte (später (bis 1993): Österreichische Gesellschaft für Vogelkunde, heute: BirdLife Österreich), die er in diesem Jahr zusammen mit Hans Freundl und Rudolf Lugitsch gegründet hatte, als Vogelwart auf der ersten Biologischen Station des Burgenlandes in einem Pfahlbau bei Neusiedl am See tätig. Dahingehend war die Wahl des Untersuchungsgebietes für seine Dissertation auch sehr naheliegend. Hier begann offiziell auch die Vogelberingung in Österreich, die in weiterer Folge von Theodor Samwald weitergeführt wurde. In dieser Zeit begann für ihn auch eine für sein späteres Leben überaus charakteristische Lebenssituation, da er hier zugleich mehrere Aufgaben und Rollen zu erfüllen hat und dass seine offizielle Hauptaufgabe meist nicht im Zentrum seines momentanen Interesses stand. Sein im Winter 1953/54 begonnenes Zoologiestudium mit dem Nebenfach Paläontologie schloss Bauer am 31. Mai 1958 mit der Promotion ab und beendete noch im selben Jahr auch sein Engagement an der Vogelwarte am Neusiedlersee, als er ein auf ein Forschungsstipendium des Landes Nordrhein-Westfalen gestütztes Angebot erhielt, in der damaligen provisorischen deutschen Bundeshauptstadt Bonn bei Günther Niethammer dessen dreibändiges Handbuch der deutschen Vogelkunde neu zu bearbeiten.

### JahrhundertprojektHandbuch der Vögel Mitteleuropas
Dies wuchs zugleich zu einer Lebensaufgabe, da er nicht dem knappen Aufbau des bisherigen Werks folgte und lediglich den Inhalt auf den neusten wissenschaftlichen Stand brachte, sondern bereits mit dem 1. Band eine völlig neue Konzeption festlegte. So erstellte er ein exzessives Handbuch des gesamten bekannten Wissens über die Vögel Mitteleuropas, wobei er in vielen Fällen bislang zusammenhanglose Details sinnvoll miteinander verknüpfte und so jene gediegenen Artmonographien entstanden, für die das daraus entstandene Handbuch der Vögel Mitteleuropas in Fachbereichen weltweit berühmt wurde. Während seiner Zeit in Bonn entstanden 86 säugetierkundliche und ornithologische Publikationen des gebürtigen Steirers. Da Bauer die Stadt Bonn im Jahre 1961, noch vor der Fertigstellung des besagten ersten Handbuch-Bandes, wieder verließ, um eine Stelle als Säugetierkustos am Naturhistorischen Museum Wien anzutreten, war er, da er sich außerstande sah, die Bearbeitung des Handbuchs der Vögel Mitteleuropas alleine zu bewältigen, auf Mithilfe eines Mitautors angewiesen. Da er einen ebensolchen, aufgrund neuer Interessen und Projekte und aufgrund eines nichts sehr stark ausgeprägten Organisationsgeschicks seinerseits, anfangs nicht zu finden vermochte, sah er das Projekt bald schon zum Scheitern verurteilt. Als Mitautor wurde er schließlich beim Schweizer Urs N. Glutz von Blotzheim von der Schweizerischen Vogelwarte Sempach fündig, der neben einer hohen fachlichen Qualifikation auch das ihm weitgehend fehlende Organisationsgeschick mitbrachte. Aus dieser Zusammenarbeit entstand eine einzigartige Kombination, die jahrzehntelang anhielt. So verbrachte Bauer oftmals zwischen zwei und vier Monaten im Jahr in Sempach, um seinen Anteil an der Vollendung des Jahrhundertwerks zu leisten. Ab dem dritten Band aus dem Jahre 1969 übernahm Urs N. Glutz von Blotzheim auch die Herausgeberschaft von Günther Niethammer, der nur wenige Jahre später verstarb.

### Große Leistungen für das Naturhistorische Museum
Im Jahr 1961, als seine museale Karriere begann, übernahm Kurt Bauer eine nach den kriegsbedingten Auslagerungen noch immer nur notdürftig geordnete Sammlung, die jahrelang ohne eigenen Kustos zuwarten musste. Zudem waren an vielen Stellen auch noch Spuren früherer Vernachlässigungen erkennbar, die Bauer mit der Neuorganisation von Sammlung und Bibliothek und einer zügigen Revision des alten Sammlungsbestandes, sowie dem Sammeln umfangreichen neuen Materials im In- und Ausland in wenigen Jahren ausbesserte. Binnen weniger Jahre konnte er auf personeller und organisatorischer Ebene große Erfolge feiern und erhielt unter anderem im Jahre 1965 die Bewilligung die 1939 geborene Friederike Spitzenberger mit einem Stipendium mit adjutum, das nur kurze Zeit später in eine regelrechte Anstellung umgewandelt wurde, in die Säugetiersammlung zu holen. Bereits ab 1966 trat Spitzenberger als Kuratorin der Säugetiersammlung in Erscheinung und war bis zu ihrer Pensionierung im Jahre 2004 in dieser Position für das Museum tätig. Im Jahre 1973 gründete Bauer die Archäologisch-Zoologische Sammlung des Naturhistorischen Museum Wiens und erhielt hierfür eine freie Stelle für einen Akademiker sowie eine freie Stelle für eine wissenschaftlich-technische Assistentin. Fünf Jahre später, im Jahre 1978, trat Bauer die Nachfolge des damaligen Direktors der Wirbeltierabteilung des Museums an. Bereits im Jahre 1976 startete er in Zusammenarbeit mit seiner Kollegin Spitzenberger das Forschungsprojekt „Säugetierfauna Österreichs“, das vom Fonds zur Förderung der wissenschaftlichen Forschung unterstützt wurde.
Aufgrund seiner noch immer andauernden Arbeiten am Handbuch, sowie anderen zoologischen Interessen und seinem teils unliebsamen Umgang mit Mitarbeitern, legte er im Jahre 1982 die Leitung der Abteilung zurück. Spitzenberger beschrieb ihn einst als „vermutlich letzten großer „Allrounder“ der Wirbeltierzoologie, der zusätzlich mit einem soliden vegetationskundlichen und (forst)botanischen Wissen ausgestattet ist und sich zu Recht nicht in das von Spezialistentum geprägte museale Organisationsschema pressen lässt“. Als Leiter der Archäologisch-Zoologische Sammlung verbrachte er zahllose Dienststunde und Freizeit mit der Revision des alten Säugetiersammlungsmaterials und wurde als Ornithologe weit über die Grenzen Österreichs hinaus bekannt. Zeitlebens veröffentlichte er unzählige Publikationen; bei der Herausgabe der von Friederike Spitzenberger erstellten Festschrift zu seinem 60. Geburtstag im Jahre 1986 war es ein 145 Titel umfassendes Verzeichnis wissenschaftlicher Publikationen. Obwohl der Charakter Bauers als schwierig und widersprüchlich und er als gelegentlich launenhaftig und unzuverlässig beschrieben wurde, galt er doch als überaus generös. So schenkte er noch zu Lebzeiten – noch Jahrzehnte vor seinem Tod – seine gesamte private Bibliothek an die entsprechenden Sammlungen des Naturhistorischen Museums. Seine Sammlung umfasste zum damaligen Zeitpunkt etwa 6.000 Einzelwerke, rund 1.300 Zeitschriftenbände, sowie zirka 20.000 Separate und deckte alle seine Interessengebiete, wie die Wirbeltierklassen mit Schwerpunkt Säugetiere und Vögel, archäologische Zoologie, Ökologie, Biogeographie, Evolutionsforschung, Systematik, Länderkunde, Naturschutz usw. ab.
In der Ära Rechinger fungierte Bauer als Baureferent und hinterließ als solcher bis heute währende bleibende Spuren. So wurden unter ihm die Zoologischen Präparationen neugestaltet, die Eiszeitsammlung und das Depot der Prähistorischen Abteilung saniert, sowie der Werkstättentrakt und die Gästezimmer konzipiert. Darüber hinaus leistete er längst überfällige Erneuerung, wie die Teilung der riesigen Zoologischen Abteilung in drei verschiedene Abteilungen: Wirbeltiere, Insekten und Wirbellose (ohne Insekten). Weiters war er an der Neuordnung der Budgetverhältnisse durch Einführung eines Verteilungsschemas beteiligt, die von Bauer vorbereitet und zum Teil auch durchgesetzt wurden. Durch die Intensivierung der Zusammenarbeit mit der Österreichischen Gesellschaft für Vogelkunde, sowie der Zusammenarbeit mit der Biospeläologischen Arbeitsgemeinschaft an der Säugetiersammlung und durch Betreuung von Dissertanten mit Themen aus den eigenen Arbeitsgebieten (in Zusammenarbeit mit Friedrich Schaller von der Universität Wien), bemühte sich Bauer um eine wesentliche Verlebendigung der wissenschaftlichen Arbeit des Museums. Nebenbei gehörte er weiterhin viele Jahre der Österreichischen Vogelwarte, später der Österreichischen Gesellschaft für Vogelkunde und dem heutigen BirdLife Österreich an und hatte verschiedenste ehrenamtliche Funktionen inne. Zuletzt war er unter anderem von 1986 bis 1997 1. Vorsitzender der Organisation und war bis zu seinem Tod deren Ehrenpräsident. Als 1. Vorsitzender war er maßgeblich an der Überleitung zu BirdLife International beteiligt.

### Weitere Tätigkeiten in der österreichischen Wirbeltierforschung
Durch seine Schenkung wurden kriegsbedingte Lücken in den sammlungseigenen Bibliotheken teilweise gefüllt. Seine weite Voraussicht zukünftiger Entwicklungen, seine Kompetenz in den unterschiedlichsten Disziplinen verbunden mit seiner Aversion gegen Diplomatie und geduldiges Vorgehen machten ihn zu einem für viele unangenehmen Zeitgenossen. Darüber hinaus hielt er stets fachliche Hilfe und finanzielle Unterstützung parat. Die Anregung zur Erstellung einer österreichischen Brutvogelkartierung, die von 1981 bis 1985 von der Österreichischen Gesellschaft für Vogelkunde durchgeführt wurde, geht ebenfalls auf Kurt Bauer zurück. Darüber hinaus war er für die Aufnahme und Ausweitung der Säugetierfaunistik und -taxonomie, die bisher alleine von Otto Wettstein getragen wurde, verantwortlich. Ab dem Jahre 1960 war er unter Einbeziehung von Laien-Speläologen in der säugetierkundlichen Feldarbeit, der bereits erwähnten Biospeläologischen Arbeitsgemeinschaft an der Säugetiersammlung, mit der Erhebung von Fledermausbeständen zuerst in Winter- und später auch in Sommerquartieren, sowie dem Aufsammeln von subrezenten und rezenten Tierknochenmaterialien betraut. Dadurch begann erstmals auch die faunengeschichtliche Erforschung der österreichischen Säugetiere.

### Weitere Tätigkeiten im Naturschutz
Nachdem er bereits sehr früh die Notwendigkeit eines biologisch fundierten Naturschutzes erkannt hatte, opferte Bauer sehr viel Zeit, um Vertreter etablierter Naturschutzorganisationen und Politiker von der Unerlässlichkeit wissenschaftlicher Grundlagen für erfolgversprechenden Naturschutz zu überzeugen. Bereits als Student war er in den 1950er Jahren vorübergehend im Vorstand des Österreichischen Naturschutzbundes aktiv, legte aber aufgrund seiner Frustration über die häuf unsachliche Vorgangsweise der Naturschutzorganisationen und diversen Konfrontationen mit diversen Vertretern derer auf die wissenschaftliche Grundlagenforschung für den Naturschutz zurück. Bereits im Jahre 1965 veröffentlichte er eine der ersten Roten Listen mit dem Titel Entwicklung und Bestand der österreichischen Vogelfauna, vorläufiger Versuch einer quantitativen Beurteilung (Natur und Land). Außerdem war er mit der Erstellung von Naturschutzkonzepten für den Donauraum betraut und führte diese Arbeiten unter anderem von 1975 bis 1977 zusammen mit Alois Herzig und Hans Winkler aus. Bezugnehmend hierauf war einer der ersten Sprecher für die Rettung der letzten mitteleuropäischen Auwälder. Weitere Beispiele, bei der er im Naturschutz maßgebliche Leistungen zeigte, waren unter anderem bei der Gefährdung der freien Donaustrecke unterhalb Wiens, dem Autobahnbau auf der Parndorfer Platte oder beim Schutz des Rotsternigen Blaukehlchens in Salzburg.

### Letzte Jahre und Tod
Obwohl er 35 Jahre lang in verschiedenen Hauptfunktionen tätig war, schaffte er es, als zweiter Hauptbearbeiter am 14-bändigen Handbuch der Vögel Mitteleuropas zu arbeiten. Das erstmals 1966 erschienene Handbuch, das seitdem mehrfach neu aufgelegt wurde, gilt als Standardwerk der mitteleuropäischen Ornithologie. Bauers Mitwirken wird noch heute als besonders außergewöhnlich bezeichnet. Nachdem er im Jahre 1991 pensioniert wurde, erlaubte ihm das Museum die Weiterarbeit in seinem mit einer privaten Handbibliothek bestückten Zimmer. Hier verbrachte er fortan viel Zeit mit der Revision alter Sammlungsbestände, der artlichen Bestimmung von neu eingelangtem Material und von in Höhlen und Grabungen aufgesammelten Knochenresten. Seine für die Sammlung wertvolle Basisarbeit wurde seitens des Museums finanziell nicht entschädigt. So finanzierte er jahrelang selbst Hilfskräfte aus der eigenen Tasche. Nach einem Personalwechsel am Naturhistorischen Museum wurde seine Tätigkeit im Jahre 2012 ohne Dank beendet und der mittlerweile 86-Jährige musste sein Zimmer an seiner knapp 60-jährigen Wirkungsstätte, räumen. Die letzten Jahre bis zu seinem Ableben am 1. Mai 2016 werden als der schwierigste Abschnitt in seinem Leben beschrieben. Sein Tod im Alter von 90 Jahren blieb selbst für Freunde und Kollegen nahezu unbemerkt.